# Pycnonemosaurus
Pycnonemosaurus là một chi khủng long, được Kellner & Campos mô tả khoa học năm 2002.

## Phân loại

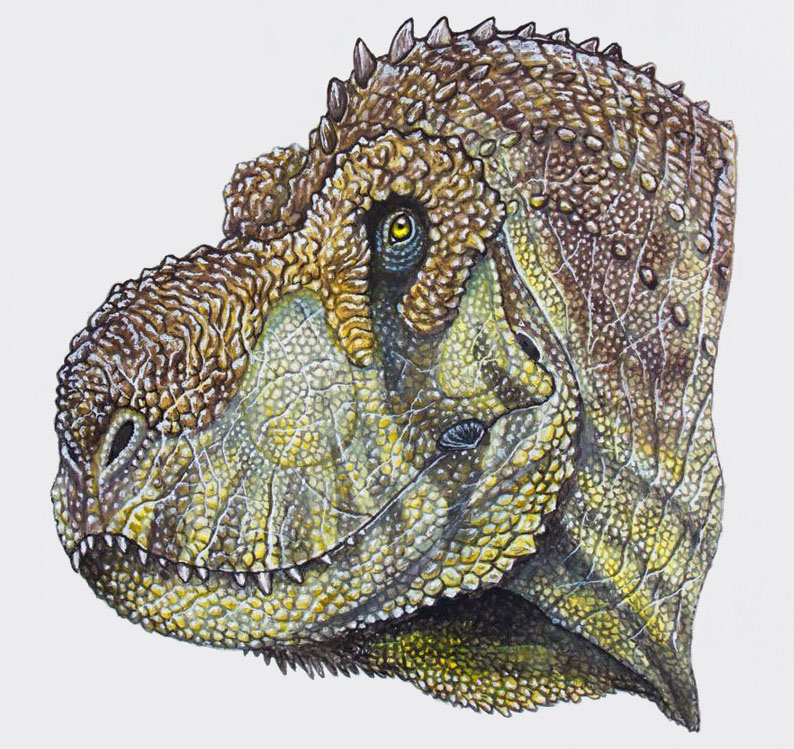
Phục dựng đầu

Loài điển hình, Pycnonemosaurus nevesi, được mô tả bởi Kellner và Campos năm 2002. Mẫu vật duy nhất được biết đến được tìm thấy trong một sa thạch kết tụ màu đỏ tại địa phương Fazenda Roncador, thuộc Bang Mato Grosso tiếp xúc gần với Lạch Paulo, được coi là sự hình thành chưa xác định của Nhóm Bauru Phấn trắng muộn. Trong giai đoạn 1952-1953, Llewellyn Ivor Price đã đến thăm một trang trại tên là "Roncador" ở bang Mato Grosso và thu thập một số xương khủng long. Những bộ xương này được tìm thấy bởi chủ trang trại, Max de Barros Erhart, và những người làm thuê của ông tại địa điểm rạch Paulo. Mẫu vật quan trọng nhất được tìm thấy là bộ xương không hoàn chỉnh của một loài động vật chân không lớn abelisaurid, được tìm thấy gần một số bộ xương khủng long chân thằn lằn titanosauria.